# Ordre (théorie des anneaux)
Pour les articles homonymes, voir Ordre.
En mathématiques, un ordre au sens de la théorie des anneaux est un sous-anneau O d'un anneau A tel que
1. l'anneau A est une algèbre de dimension finie sur le corps ℚ des nombres rationnels,
2. O engendre A sur ℚ, si bien que ℚO = A et
3. O est un ℤ-réseau (en) dans A (c'est-à-dire un ℤ-sous-module de type fini sans torsion).

Les deux dernières conditions signifient qu'additivement, O est un groupe abélien libre engendré par une base du ℚ-espace vectoriel A.
Plus généralement, si A est une algèbre sur un corps K et R un anneau inclus dans K, un R-ordre de A est un sous-anneau de A qui est un R-réseau plein (c'est-à-dire qui vérifie les conditions 2 et 3 avec ℤ et ℚ remplacés respectivement par R et K).

## Exemples
Voici quelques exemples de R-ordres d'une algèbre A :
- Mn(R), si A est l'anneau de matrices Mn(K) ;
- la fermeture intégrale de R dans A, si A est une extension finie séparable de K  ;
- R[a], si A est l'algèbre K[a], pour un élément a de A entier sur R ;
- l'algèbre de groupe R[G], si A est l'algèbre K[G] d'un groupe fini G.

Lorsque l'algèbre A n'est pas commutative, la notion d'ordre reste importante mais les phénomènes sont différents. Par exemple, l'ordre des (en) quaternions de Hurwitz, qui est un ordre maximal dans l'algèbre ℚ[ℍ] des quaternions à coordonnées rationnelles, contient strictement l'anneau ℤ[ℍ] des quaternions à coordonnées entières. Il existe en général des ordres maximaux mais pas un ordre maximum.
Une propriété fondamentale est que tout élément d'un R-ordre est entier sur R. Lorsque la fermeture intégrale S de R dans A est un R-ordre, il en résulte que S est le R-ordre maximum de A. Mais ce n'est pas toujours le cas : S peut ne pas être un anneau, et même s'il en est un (ce qui est le cas si A est commutative) il peut ne pas être un R-réseau.

## Théorie algébrique des nombres
L'exemple-prototype, issu de la théorie algébrique des nombres avec Dedekind, est celui où A est un corps de nombres K et O est l'anneau OK de ses entiers. Cet ordre est maximum mais contient des sous-ordres si K contient strictement ℚ. Par exemple si K est le corps ℚ(i) des rationnels de Gauss, OK est l'anneau ℤ[i] des entiers de Gauss et contient entre autres le sous-ordre ℤ + 2iℤ.
À tout réseau (plein) M dans K on associe l'ordre { k ∈ K | kM ⊂ M }. Deux réseaux dans K sont dits équivalents s'ils sont transformés l'un de l'autre par une homothétie de rapport appartenant à K (ou à ℚ pour l'équivalence stricte). Tout ordre est l'ordre d'un réseau (lui-même) et deux réseaux équivalents ont même ordre.
La question des ordres maximaux peut être examinée au niveau des corps locaux. Cette technique est appliquée en théorie algébrique des nombres et en théorie des représentations modulaires (en).